# José Pereira Rebouças
José Pereira Rebouças   (Maragogipe, 2 de gener de 1789 - Salvador, 8 de gener de 1843) fou un instrumentista i compositor brasiler.
Primer estudià humanitats, però després es dedicà per complet a la música, i creà una banda de música militar. Quan el seu país lluitava per la independència va combatre com a voluntari contra el general Madeira. Passat aquell període, es traslladà junt amb el seu germà Manuel Maurício a França i Itàlia per a perfeccionar el seu art, mentre Manuel exercia la carrera de medicina. El 1833 tornà al Brasil i hi organitzà l'Acadèmia de Música de Salvador amb Damião Barbosa de Araújo i Domingos Moçurunga. Entre les seves nombroses composicions hi figuren un himne, marxes, obertures, música religiosa, etc.